# TOSHIKI KADOMATSU I
『TOSHIKI KADOMATSU I』（トシキ・カドマツ・ワン）は、2008年11月21日に発売された角松敏生通算31作目のスタジオ・アルバム。

## 解説
- 本作はファンクラブ限定販売CDのため、一般販売はされていない。
- 前半5曲が次アルバム『NO TURNS』に収録されているがアレンジは違う。

## 収録曲
1. REMINISCING
2. 木漏れ陽
3. What Do You Think
4. 美しいつながり
5. You can go your own way
6. TOKYO TOWER
6thシングルのセルフカバー
7. NO END SUMMER
7thシングルのセルフカバー
8. アマミクの珠
千秋（しゃかり）とのデュエット
9. 砂浜
杏里の楽曲のカバー